# Герб Уренгоя
Герб муниципального образования посёлок Уренго́й Пуровского района Ямало-Ненецкого автономного округа Российской Федерации — опознавательно-правовой знак, служащий официальным символом муниципального образования.
Герб утверждён Решением № 37 Собрания депутатов муниципального образования посёлок Уренгой 3 июня 2008 года.
Герб внесён в Государственный геральдический регистр Российской Федерации под 4570.

## Описание герба
«В лазоревом поле с серебряным правым краем, обременённым девятью (троекратно два и один) лазоревыми горностаевыми хвостиками, сопровождаемыми во главе лазоревой же восьмилучевой звездой с перемежающимися длинными и короткими лучами — вверху золотое пламя, под ним пурпурное отвлечённое острие, окаймлённое серебром и увенчанное малым опрокинутым стропилом того же металла. Щит увенчан золотой муниципальной короной установленного образца».

## Символика герба
Белая полоса с Полярной звездой и горностаевыми хвостиками символизирует:
1. Возникновение посёлка как фактории.
2. Первенство в открытии нефтегазовых месторождений (звезда рождения).
3. Северное положение поселения, близость Полярного круга и границу тундры и лесотундры.
Пурпурное острие указывает на принадлежность к Пуровскому району, а также олицетворяет традиционный уклад местного населения в прошлом и геологоразведочные работы, послужившие началом освоения региона.

## История герба
В 1977 году был разработан проект герба Уренгоя, который выглядел следующим образом: «Щит скошен справа зеленью и червленью. В верхней части щита золотой вертолёт с подвешенным золотым же грузом, в нижней — золотая нефтяная вышка, сопровождаемая слева двумя зелёными елями, правая из которых выше». Проект герба официально утверждён не был.
3 июня 2008 года Собрание депутатов муниципального образования посёлок Уренгой, рассмотрев предложенные Уральской геральдической ассоциацией и согласованные в Геральдическом совете при Президенте Российской Федерации эскизы и описания (блазон) герба и флага муниципального образования поселок Уренгой, а также Положения о гербе и флаге муниципального образования поселок Уренгой, утвердило действующий герб посёлка Уренгой.